# منعطفة ملحية راسبية
منعطفة ملحية راسبية (الاسم العلمي: Psychroflexus sediminis) هي نوع من البكتيريا، سلبية الغرام، تتبع جنس منعطفة بردية.